# Geai de Lidth
Garrulus lidthi
Espèce
Statut de conservation UICN

 VU C2a(ii) : Vulnérable
Le Geai de Lidth (Garrulus lidthi) est une espèce de passereaux de la famille des Corvidae.
Son nom est attribué au vétérinaire et zoologiste néerlandais Theodoor Gerard van Lidth de Jeude (en) (1788–1863).
Le geai de Lidth est légèrement plus grand que son proche parent le geai des chênes, avec un bec plus robuste et une plus longue queue. Il n'a pas de crête visible, une tête avec des plumes d'un noir velouté, les épaules et le dos d'un bleu profond violacé et toutes les autres parties du corps d'un pourpre marron.
Ce geai a une distribution très limitée puisqu'on le trouve uniquement dans le sud des îles japonaises Amami-Oshima et Tokunoshima, dans des forêts de pins, des sous-bois tropicaux et des zones cultivées, en particulier autour des villages.
L'alimentation est largement composée de glands du chêne local (quercus cuspidata), mais inclut également des petits reptiles et de nombreux types d'invertébrés.
Les nids se trouvent dans de grandes cavités dans les arbres, mais sinon, le nid est semblable à celui des deux autres espèces de geais, avec 3 à 4 œufs en règle générale.